# L'amore arriva dolcemente
L'amore arriva dolcemente (Love Comes Softly) è un film per la televisione del 2003 diretto da Michael Landon Jr. e basato su una serie di libri scritti da Janette Oke. 

## Trama
Marty Claridge si è appena trasferita nel West con il marito Aaron Claridge, che muore poco dopo in un incidente a cavallo. Marty, incinta del suo defunto marito e senza un posto dove andare, ha bisogno di un tetto per passare l'inverno. Senza altre opzioni, accetta la proposta del vedovo Clark Davis, il quale si offre di darle un posto dove stare per l'inverno e di pagarle la tariffa per la carovana di ritorno ad Est in primavera. In cambio, Marty farà da madre alla giovane figlia di Clark, Missie. I due non vivono insieme come marito e moglie, ma si mantengono in alloggi separati. Inizialmente, non è una sistemazione ideale per nessuno di loro e, inoltre, Marty e Missie non vanno d'accordo. Marty viene a sapere di più sul "Dio di Clark" di quanto avesse mai sognato e, come la stagione invernale passa, tutti iniziano a sentirsi di più come una famiglia. Finalmente, Marty e Clark si rendono conto di essere innamorati e Missie di aver trovato una nuova madre amorevole.

## Critica
Hanno ottenuto un Camie Award per la loro parte nel film: 
- Michael Landon Jr. (regista/sceneggiatore)
- Cindy Kelley (sceneggiatrice)
- Janette Oke (storia originale)
- Larry Levinson (produttore esecutivo)
- Robert Halmi Jr. (produttore esecutivo)
- Dale Midkiff (attore)
- Katherine Heigl (attrice)
- Skye McCole Bartusiak (attrice)